# Pitkäjärvi (sjö i Nastola, Päijänne-Tavastland)
Pitkäjärvi är en sjö i kommunen Nastola i landskapet Päijänne-Tavastland i Finland. Arean är 38 hektar och strandlinjen är 5,09 kilometer lång. Sjön  ingår i Kymmene älvs huvudavrinningsområde.   Den ligger omkring 11 km öster om Lahtis och omkring 100 km nordöst om Helsingfors. 